# Età dei mammiferi terrestri nordamericani
L'età dei mammiferi terrestri nordamericani (NALMA, North American Land Mammal Age) stabilisce una scala del tempo geologico per la fauna   preistorica Nord Americana iniziante 66.5 Ma (milioni di anni) durante il Paleocene e continuando attraverso il Pleistocene Medio (0,33 Ma). Questi periodi sono riferiti come età, stadi, o intervalli e furono stabiliti usando nomi di luoghi geografici dove si potevano ottenere materiali fossili.
Il sistema dell'età dei mammiferi terrestri mordamericani venne formalizzato nel 1941 come una serie di età di mammiferi terrestri provinciali.  Il sistema fu lo standard per correlare le testimonianze terrestri del Cenozoico del Nord America e fu la fonte per le scale del tempo similari riguardanti altri continenti.
Il sistema venne revisionato dentro un formale sistema cronostratigrafico. Questo approccio è nominalmente giustificato dai codici internazionali stratigrafici; esso considera che le prime apparizioni di specie individuali in particolari sezioni sono la sola base valida per denominare e definire le età dei mammiferi terrestri.
L'unità fondamentale di misura è la prima/ultima affermazione di confine. Questo mostra che il primo evento di apparizione di un taxon è noto per predatare l'ultimo evento di apparizione di un altro. Se due taxa sono trovati nella stessa cava di fossili o nello stesso orizzonte stratigrafico, allora le loro zone del campo di età si sovrappongono.

## Età
- Rancholabreana: Confine inferiore 0.3 Ma. Confine superiore 0.011 Ma.
- Irvingtoniana: Confine inferiore 1.8 Ma. Confine superiore 0.3 Ma.
- Blancana: Confine inferiore 4.9 Ma. Confine superiore 1.8 Ma.
- Hemphilliana: Confine inferiore 10.3 Ma Confine superiore 4.9 Ma.
- Clarendoniana: Confine inferiore 13.6 Ma. Confine superiore 10.3 Ma.
- Barstoviana: Confine inferiore 16.3 Ma. Confine superiore 13.6 Ma.
- Hemingfordiana: Confine inferiore 20.6 Ma. Confine superiore 16.3 Ma.
- Arikareeana: Confine inferiore 30.8 Ma. Confine superiore 20.6 Ma.
- Whitneyana: Confine inferiore 33.3 Ma. Confine superiore 30.8 Ma.
- Orellana: Confine inferiore 33.9 Ma. Confine superiore 33.3 Ma.
- Chadroniana: Confine inferiore 38 Ma. Confine superiore 33.9 Ma.
- Duchesneana: Confine inferiore 42 Ma. Confine superiore 38 Ma.
- Uintana: Confine inferiore 46.2 Ma. Confine superiore 42 Ma.
- Bridgeriana: Confine inferiore 50.3 Ma. Confine superiore 46.2 Ma.
- Wasatchiana: Confine inferiore 55.4 Ma. Confine superiore 50.3 Ma.
- Clarkforkiana: Confine inferiore 56.8 Ma. Confine superiore 55.4 Ma.
- Tiffaniana: Confine inferiore 60.2 Ma. Confine superiore 56.8 Ma.
- Torrejoniana: Confine inferiore 63.3 Ma. Confine superiore 60.2 Ma.
- Puercana: Confine inferiore 66.5 Ma Confine superiore 63.3 Ma.

## Altre età continentali
- Età dei mammiferi terrestri europei
- Età dei mammiferi terrestri sudamericani
- Età dei mammiferi terrestri asiatici

## Fonti
- (EN) M. O. Woodburne. 1987. Un prospetto dell'età dei mammiferi terrestri nordamericani. In: Woodburne, M. O. (ed.), Mammiferi del Cenozoico del Nord America. University of California Press, Berkelery, CA 285-290 K. Behrensmeyer/K. Behrensmeyer/M. Kosnik
- (EN) Alroy, John. Department of Paleobiology, Smithsonian Institution, MRC 121, Washington, DC 20560, USA